# Етногенез слов'ян

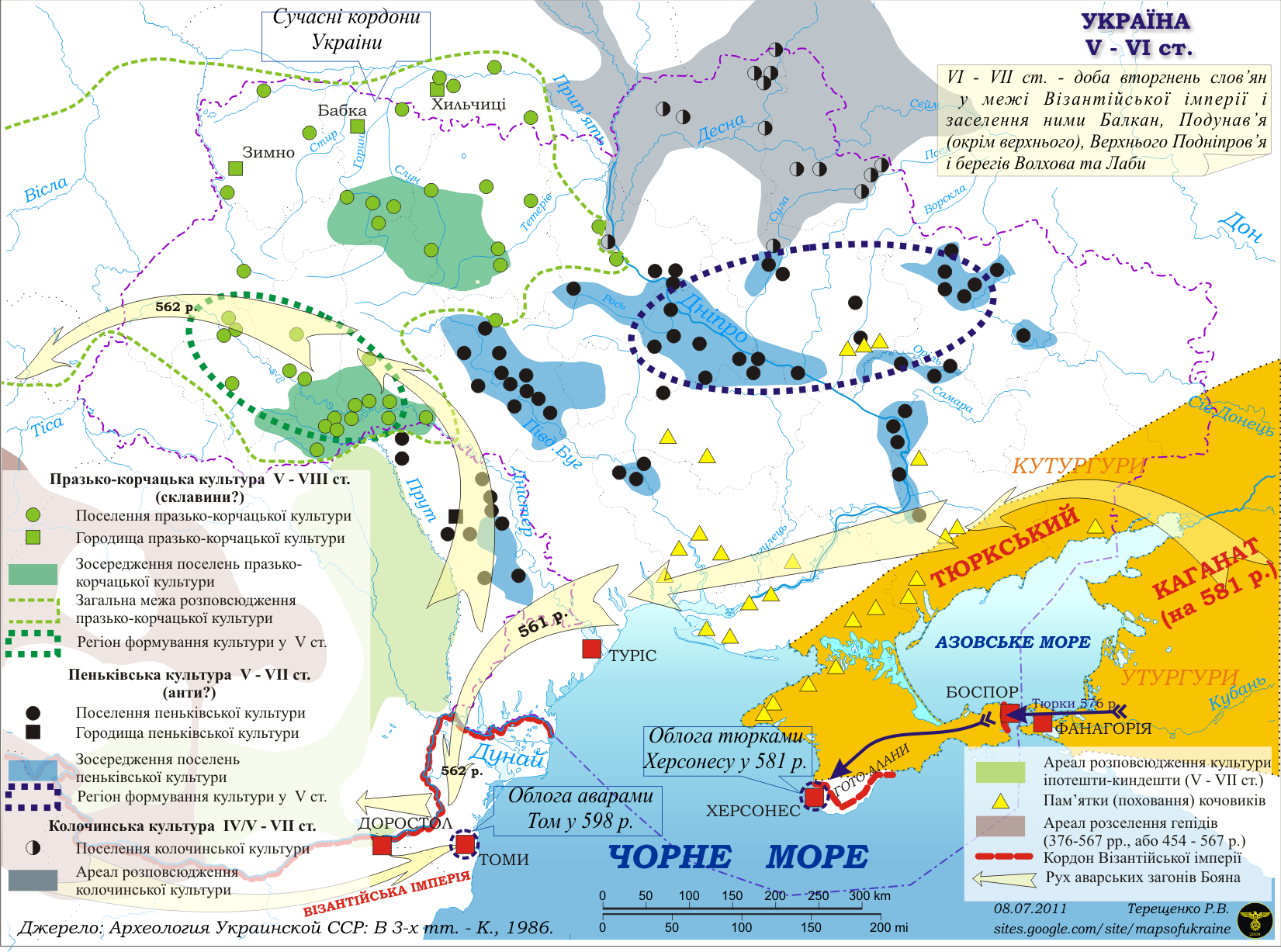
Мапа з пунктирами сучасної України після заснування міста Києва

Етногене́з слов'я́н — процес формування слов'янських народів з конгломерату індоєвропейських племен. Наразі не існує загальновизнаної версії формування слов'янського етносу. Однією з головних є теорія автохтонного походження слов'ян гіпотетично від людей за назвою «праслов'яни», за твердженням польського археолога Юзефа Костжевського — вони творці лужицької культури. Теорія, що праслов'яни вже жили в бронзову добу підтримується мовознавцями (лінгвістами). Є також версія, що тшинецька культура була колискою протослов'ян.
Докази на підтвердження теорії автохтонного походження слов'ян з II тисячоліття до нашої ери надані сучасними генетичними дослідженнями гаплогруп мтДНК.
Питання щодо історії слов'ян остаточно ще не вирішене. Корінь «слов-» присутній у самоназвах кількох слов'янських народів: словінці, словенці, словаки. Деякі дослідники стверджують, що праслов'ян не існувало як етносу або вони виникли в результаті змішування різних етнічних груп, а в одне ціле їх об'єднують схожість мови, культури й вірувань. Однак існування єдиної праслов'янської мови та культури на великому просторі суперечить цій теорії. Ймовірно експансія слов'ян у IV столітті н. е., була викликана перенаселенням своєї первісної прабатьківщини, що дозволяє припустити наявність їх більшости у Європі.

## Археологія
Археологічно можна довести безперервність слов'янської культури від VI століття н. е., але їхні зв'язки з попередньою культурою в V столітті н. е. й раніше залишаються під питанням. Російська дослідниця Ірина Русанова (1929—1998) запропонувала наступні чотири пункти, характерні для найдавніших слов'янських археологічних пам'яток:
- сільськогосподарський характер регулювання життя;
- поглиблені прямокутні житла, стіни й печі з каменю;
- прикрашена кераміка ручної роботи в Східній Європі;
- кремація, попіл у лунках або урнах без курганів[8].

Попередником слов'янської культури є переворська культура (II століття до н. е. — V століття н. е.) на захід від пізнішого розселення слов'ян черняхівської культури на сході (II століття — V століття). Мала місце поліетнічність, обумовлена впливом германців, сарматів, римлян, що нівелювало локальні відмінності між етнічними групами. Історичний етногенез слов'ян також мав місце в зарубинецькій культурі (III століття до н. е. — II століття н. е.). Слов'янські риси зустрічаються в культурі домовидних урн V ст. до н. е. — II ст. до н. е., Борис Рибаков вбачав зв'язок слов'ян із лужицькою культурою (XIV-е століття до нашої ери — IV ст. до н. е.) та тщинецько-комаровською культурою (XV ст. до н. е. — XII ст. до н. е.) між Дніпром та Одрою

## Антропологічний склад

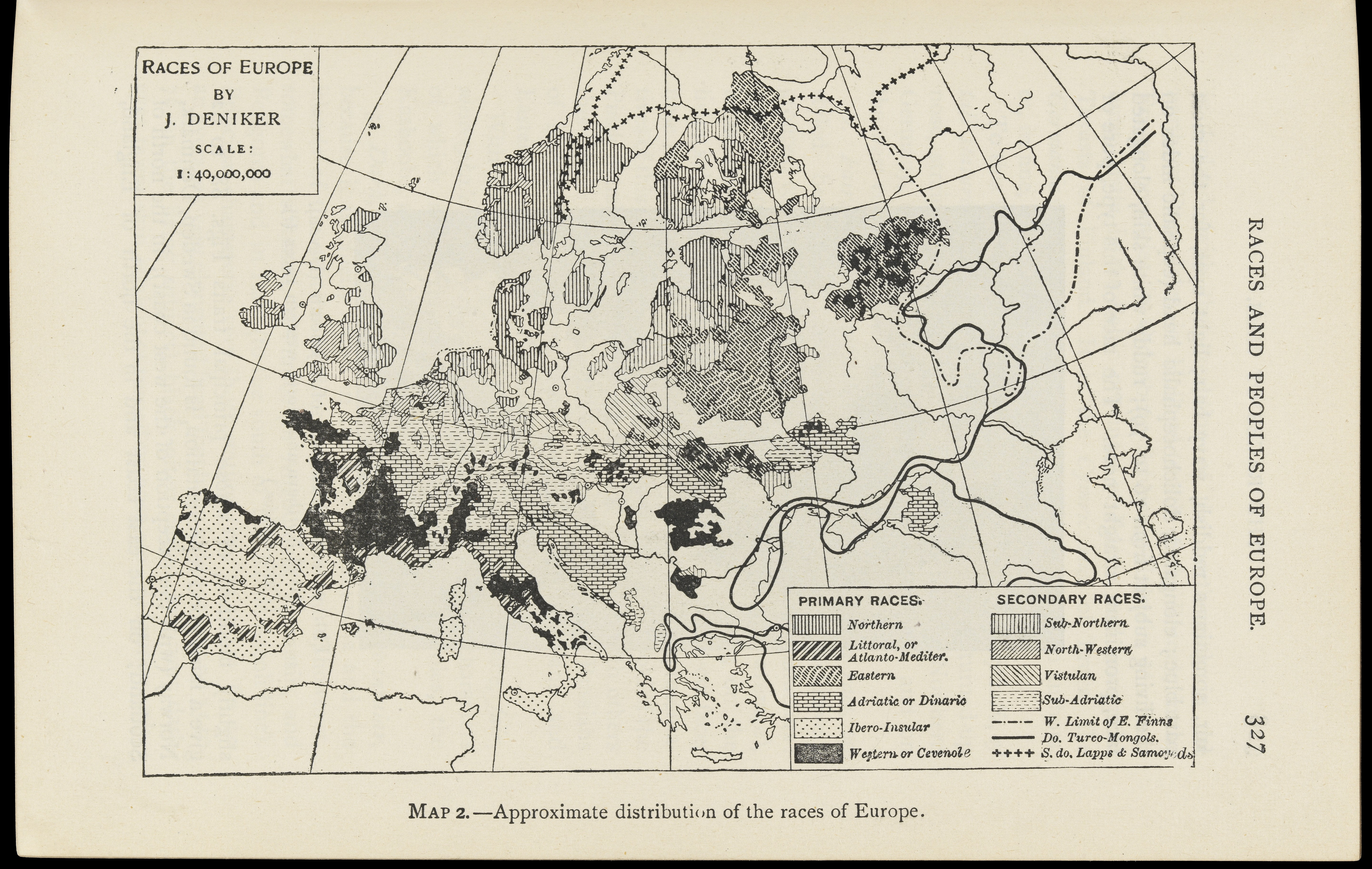
Мапа «Раси Європи» Жозеф Денікер

Специфіка черепних індексів східних слов'ян у IX—XII ст. (Т. Алексєєва)

Жозеф Денікер відносив слов'янські народи до трьох основних європейських антропологічних типів:
- східного — світловолосі, світлоокі, суббрахікефальні та низькорослі, поширені серед білорусів і росіян;
- західного (кельтського) — темноволосі, дуже короткоголові, низькорослі, трапляються в середній смузі Європи від Луари до Дніпра;
- адріатичного (динарського) — темнопігментовані, короткоголові, високорослі, притаманні слов'янам Балканського півострова, полякам-гуралям і українцям.

У XX—XXI ст. ареали расових комплексів характеризувалися наявністю численних перехідних зон, а в антропологічному складі будь-якого народу присутністю більшої чи меншої кількости морфологічних варіантів (груп). Серед слов'ян цього часу виокремлювали п'ять таких груп, а саме: біломорсько-балтійську, східноєвропейську, понтійську, динарську і дніпровсько-карпатську.

### Групи
| Біломорсько-балтійська |
| --- |
| Біломорсько-балтійська група охоплює значну частину білорусів, північних поляків і росіян, які характеризуються світлим кольором волосся й очей, мезобрахікефалією, середніми розмірами лицевого скелета, середнім і невисоким зростом. Крім того, їм властиве менш виразне випинання носа, спинка якого часто набуває увігнутої форми, ослаблений розвиток бороди. |

| Східноєвропейська |
| --- |
| Східноєвропейська група поширена серед росіян басейну Оки, Клязьми, Москви, берегів Цни і Хопера та верхів'їв Дону, а також серед південних і східних білорусів. Характеризується помірним зростом, мезосуббрахікефалією, відносно темною пігментацією волосся і переважно світлими очима, помірною висотою обличчя, якому властиве середнє горизонтальне профілювання, помірним розвитком бороди та доволі слабким ростом волосся на грудях у чоловіків. На півночі і сході ареалу цього комплексу спостерігається поява т. зв. «лапонощних» рис, а саме: деяке сплощення обличчя, відносно слабке випинання носа, розвинутіша складка верхньої повіки, помітне виступання вилиць, слабкий розвиток третинного волосяного покриву. Вчені вважають, що це пов'язано з впливом фізичних рис давніх фінно-угорських популяцій. |

| Понтійська |
| --- |
| Понтійській групі властиві темний колір волосся, середній зріст, видовжена форма голови, середньошироке або вузьке обличчя. Типовими представниками цього антропологічного комплексу серед слов'ян є болгари. Крім того, її риси поширені в росіян середньої течії Дону та Хопру і деяких тюркомовних груп Надволжя. |

| Динарська |
| --- |
| Динарська група поширена на північному узбережжі Адріатичного моря серед південних слов'ян (хорватів, сербів, чорногорців, боснійців), яким властиві високий зріст, брахікефалія, темне та чорне хвилясте волосся, темні очі, доволі високе обличчя, пряма форма спинки носа. |

| Дніпровсько-карпатська |
| --- |
| Дніпровсько-карпатська група охоплює українців, словаків і частину чехів, характеризуючись відносно темною пігментацією, брахікефалією, досить широким обличчям, високим чи середнім зростом. |

### Антропологія східних слов'ян
Попри те, що через практикування кремації важко простежити походження слов'ян, з використанням генетики та фізичної антропології серед східнослов'янських племен виокремлюють чотири локальні морфологічні варіанти, носіями яких були нащадки літописних полян, сіверян, древлян, волинян, тиверців та уличів. Аналіз зразків з перехідного періоду похоронів до раннього середньовіччя виявив певну різноманітність антропологічних типів[джерело?].
З відзначених ознак часів Київської Руси наявні, зокрема зміни черепного індексу — із заходу на схід він змінився з мезокефального широколицого (як-то волиняни, деревляни) до доліхокефального середньолицого (сіверяни). Наявність масивних форм північно-західної групи, на відміну від грациальних східніших, обумовлена їх належністю до північних європеоїдів близьких до польського племені мазовшан та балтійських племен (латгали, земгали, ятвяги). Відсоток співвідношення на користь першого типу значно зріс після монгольської навали, коли значна частина населення Київщини та Сіверщини була знищена або мігрувала. Подальші представники доліхокефалів серед етнічних українців містять незначний відсоток, і переважно є представниками пізніших міграцій. Від XX ст. серед українців переважав центральноукраїнський антропологічний тип.

## Лінгвістика

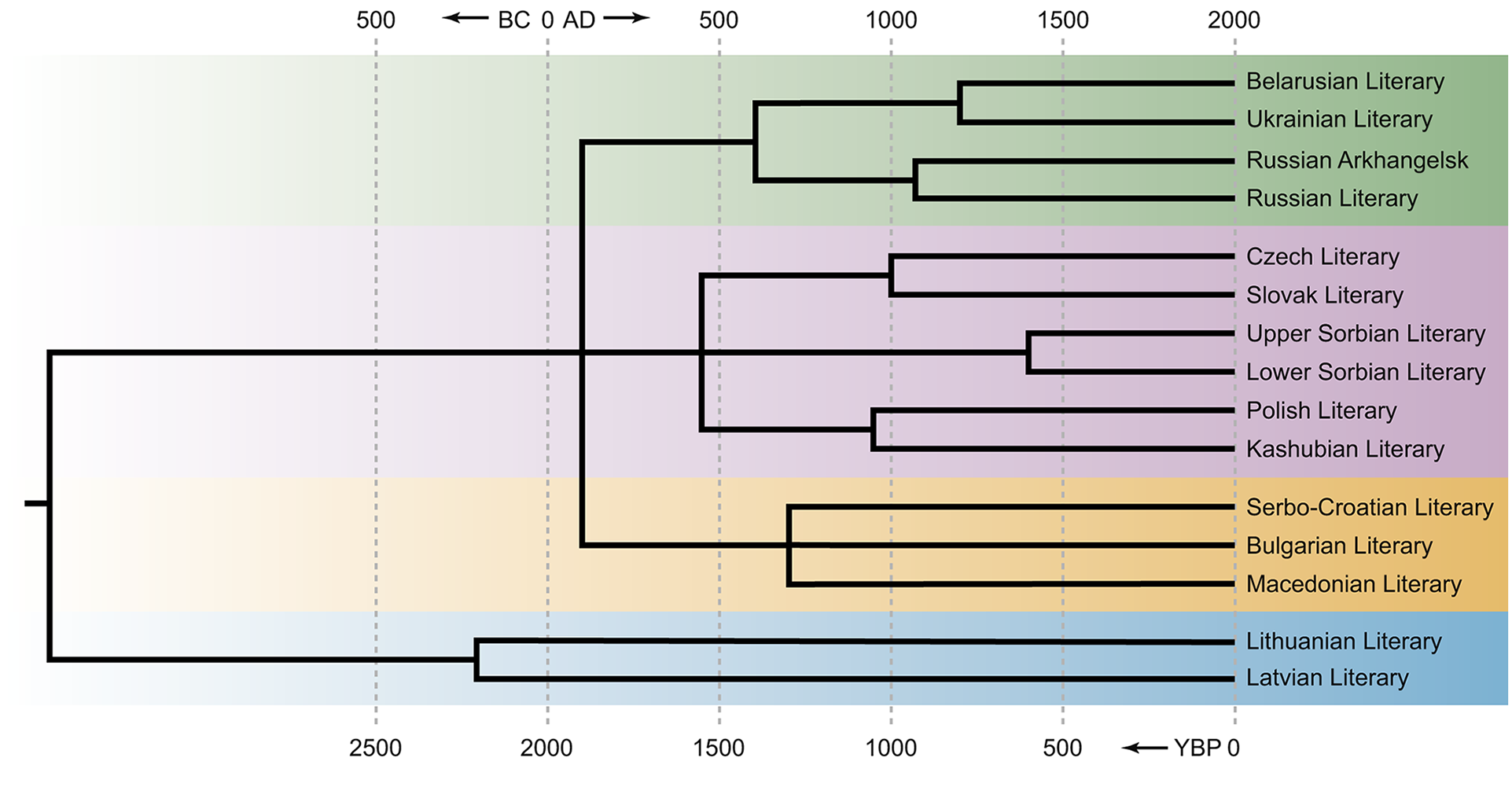
Реконструйоване філогенетичне дерево балто-слов'янських мов.
Сучасне бачення часу поділу різних мовних гілок

Згідно з лінгвістичним аналізом найстаріша форма слов'янської мови була в період 800 р. до н. е. — 500 р. до н. е., коли потім розділення було в балто-слов'янській мовній групі. Згідно з чеським лінгвістом Ернестом Лампрехтом (1919—1985) слов'янська мова виникла між південним заходом Балтики та південним сходом Німеччини (на теренах сучасної Польщі), у період контакту з носіями іранських мов. Аналіз лексики припускає, що предки слов'ян у першому тисячолітті до н. е. жили в лісистій місцевості з великою кількістю річок, озер і боліт, де росли дуб, береза, липа, ясен і верба. Ці та інші лінгвістичні дані підтверджують ідею, що протослов'янське поселення було розташоване в басейні р. Вісли.

## Історія
У творі «Гетика» 551 р. Йордан називає слов'ян венедами, які у IV столітті мешкали на північ від Карпат. Зокрема, він писав:
|  | Уздовж крутих Альп (уточнення – Норік з м. Норея)… на лівому схилі, який звернений до півночі, від верхів'їв р. Вісли на обширних територіях влаштувалося численне плем'я венето. Хоча їхні назви варіюються залежно від різних родів і поселень, звані в основному як слов'яни та анти. Слов'яни, що живуть у «Новетунум» (у нижній течії р. Дунаю і р. Сави) і озера під назвою «Мурсінське» (місцевина озера Балатону поблизу гирла р. Драви і р. Дунаю) до Дністра, і на північ до Вісли. Живуть, де є болота та ліси. Анти найбільш пристосовані до життя там, де Понтійське море виходить, що проходить від р. Дністра до р. Дніпра, вздовж річок мають багато станиць. |

Те, що вони не були слов'янами, але згадані, ймовірно пов'язано з тим, що жили далеко від римських провінцій, і не наражалися на небезпеку від них.
Крім того, Йордан у «Гетиці» стверджує, що король остготів, Германаріх, у третій чверті IV століття почав війну проти венетів. Однак слов'яни на той час були мирним народом та не чинили опору. У VI ст., у момент написання роботи, вважалося, що слов'яни були войовничими й агресивними та «бушували всюди»[джерело?].
Найперша згадка датується початком VI ст. у Псевдокесарія Назіанзіна. Позначення «слов'яни» (Suave, склавіни) в текстах відбулося з середини VI ст. н. е., і використовувалося разом з назвою венетів[джерело?].
У ранньосередньовічних джерелах слов'ян часто ідентифікували з венетами, яких уперше згадує в I столітті Пліній Старший, як і населення басейну Вісли, ймовірно, пов'язаних з германцями. Питання про стосунки германців зі слов'янами є невирішеним. Чеський археолог Любор Нідерле вважав предками слов'ян племена будинів, неврів, скіфів-орачів та інших згаданих Геродотом[джерело?].